# Adderet
Adderet (hebr.: אדרת) – moszaw położony w samorządzie regionu Matte Jehuda, w Dystrykcie Jerozolimy, w Izraelu.
Leży w górach Judei.

## Historia
Moszaw został założony w 1961 przez imigrantów z Afryki Północnej.

## Gospodarka
Gospodarka moszawu opiera się na rolnictwie, sadownictwie i turystyce.